# Meridiani
Un meridiani era un gladiador de la Antigua Roma que luchaba al mediodía (meridiani), después de los espectáculos y combates contra las fieras que habían tenido lugar por la mañana. Estos gladiadores iban muy poco armados.
De esta manera, los espectáculos podían durar todo el día y los espectadores, en el anfiteatro, aprovechaban la pausa del mediodía, para comer y beber sin perder ningún detalle de los combates. Los meridiani eran mayoritariamente ladrones, asesinos o incendiarios, cuyos delitos estaban penados por la muerte: morii ad gladium ludi damnati.
Este tipo de aplicación de la pena de muerte la llevaría también a cabo Nerón contra los cristianos, después del incendio de Roma del 64. Séneca, en su Epístola moral n.º 7 a Lucilio, le informaba de los espectáculos sangrientos que se celebraban en la pausa del mediodía, con la ejecución final de los condenados (noxii) y quejándose del hecho de no poder pasar un momento sin ver morir a alguien.